# Passif (comptabilité)
Pour les articles homonymes, voir Passif.
 (mai 2019).
Si vous disposez d'ouvrages ou d'articles de référence ou si vous connaissez des sites web de qualité traitant du thème abordé ici, merci de compléter l'article en donnant les références utiles à sa vérifiabilité et en les liant à la section « Notes et références ».
Pour une entité économique, le passif est un élément du patrimoine ayant une valeur économique négative pour l’entité, c'est-à-dire une obligation de l'entité à l'égard d'un tiers dont il est probable ou certain qu'elle provoquera une sortie de ressources au bénéfice de ce tiers, sans contrepartie au moins équivalente attendue de celui-ci.

## Enjeux du passif
Le passif comptable permet de représenter ce que doit l'entreprise. Il s'agit donc d'un élément à déterminer pour vérifier si l'entreprise pourra rembourser un crédit ou si elle constitue un investissement intéressant par l'analyse financière ou l'analyse des ratios de solvabilité. Il est pratique et rapide de compléter cette analyse par une analyse de l'excédent brut d'exploitation (des soldes intermédiaires de gestion).

## Comptabilisation des éléments du passif
Le passif regroupe en comptabilité générale les ressources à la disposition de l'entreprise (d'où vient l'argent). Ces ressources financent l'actif. Le passif correspond à la partie droite du bilan. Les passifs sont enregistrés à la date de livraison du bien ou du service rendu (et pas aux autres dates sauf en cas de clause de réserve de propriété et des particularités relatives au fait générateur de la TVA). À la clôture de l'exercice, si la valeur du passif augmente, l'augmentation est constatée comme une dette si elle est irréversible, sinon comme une provision. Si la valeur diminue de manière non irréversible, la diminution n'est pas comptabilisée (principe de prudence).

### Selon les normes internationales
Le passif est décomposé en trois catégories principales :
- Les capitaux propres

Capital émis
Réserves et résultat
Le capital émis est la somme des ressources financières extérieures représentative du droit de propriété des associés ou actionnaires sans échéancier de remboursement.
- Passifs non courants

Les emprunts
Les provisions
Le passif non courant ne sera pas réglé dans le cadre du cycle normal de l'exploitation, et pas dans les 12 mois pour les dettes financières dont l'échéance est supérieure à 12 mois.
- Passifs courants

Les dettes fournisseurs
Les provisions
Les emprunts et découverts
Le passif courant sera réglé dans le cadre du cycle normal de l'exploitation, ou dans les 12 mois pour les dettes financières dont l'échéance est inférieure à 12 mois.
Aucune classe n'est imposée à l'international.

### Selon le plan comptable français et belge
Le passif se décompose en deux catégories principales :
- Les capitaux propres (classe 1)

Situés en haut du passif du bilan, ces capitaux correspondent à des ressources stables pour l'entreprise. On y trouve :
Le capital (ou « capital social » pour une société), correspondant aux apports du propriétaire, des associés ou des actionnaires.
Les réserves, correspondant à la part non distribuée des bénéfices des exercices passés (divisée en 3 sortes de réserves : "légales", "réglementées", "statutaires ou contractuelles").
Le résultat net, qui peut être un bénéfice ou une perte (dans ce dernier cas, affecté du signe négatif, puisqu'il constitue une diminution des ressources).
- Les dettes (certains comptes de la classe 1 et 4)

Elles constituent des ressources pour l'entreprise. On distingue :
Dettes à plus d'un an correspondant aux emprunts obtenus auprès d'établissements de crédit, ainsi qu'aux emprunts obligataires.
Dettes liées au cycle d'exploitation de l'entreprise : dettes envers les fournisseurs, le personnel, le fisc, les organismes sociaux, ...
Dettes correspondant aux découverts bancaires.

## Passifs particuliers

### L'impôt différé passif
L'impôt différé est un impôt constaté dans le compte de résultat consolidé sur une opération comptable qui aurait subi l'incidence de ces impôts dans les comptes individuels.
L'impôt différé passif est une source d'imposition future. Les principaux impôts différés passifs peuvent provenir d'actifs qui, lors de leur cession ou de leur utilisation, donneront lieu à des déductions fiscales inférieures à leur valeur comptable. Il en est ainsi pour les actifs réévalués lors de la première consolidation d'une filiale. Ils entrent alors au bilan consolidé pour une valeur supérieure à la valeur fiscale. De même, certains produits, comme les produits financiers courus, ont une imposition différée.

### Passif et exigibilité
Passif total = Passif exigible à court terme (dettes des fournisseurs...) + Passif exigible à long terme (capital social, emprunt à long terme, etc.).

### Passif transitoire
Le passif transitoire est un compte figurant au bilan comptable et qui sert à enregistrer :
- les produits reçus d'avance ;
- les charges à payer.

Le passif transitoire est utilisé entre deux exercices et la contrepartie de ses écritures est toujours un compte de charges ou de produits.

#### Exemple
Le 28/12/2006, le propriétaire d'un immeuble reçoit le loyer pour le mois de janvier. Cet argent concerne donc l'exercice suivant. Il procède de la manière suivante :
1. le 28/12/2006, enregistrer le paiement dans le compte de produits correspondant, au crédit (p. ex. 4200 Loyers)
2. le 31/12/2006, enregistrer une écriture 4200/2999 (passifs transitoires)
3. le 01/01/2007, enregistrer une écriture 2999/4200